# Kay Kamen
Herman « Kay » Kamen est un agent commercial américain, né le 27 janvier 1892 à Baltimore (Maryland) et mort le 28 octobre 1949 sur l'île de São Miguel aux Açores.
Il est surtout connu pour la conception de produits dérivés en association avec la société Walt Disney Productions.
Il est mort dans l'accident du vol Air France 009 entre Paris et New York qui coûta la vie à toutes les personnes à bord, dont le célèbre boxeur Marcel Cerdan et quelques autres personnalités ; cet accident eut en conséquence un retentissement mondial.

## Biographie
Kay Kamen est un simple vendeur new-yorkais lorsqu'en 1932 il décide d'appeler Walt Disney et de lui proposer un contrat « un peu fou », 50 000 $ de revenus garantis par an pour les frères Disney sans dépenser un seul cent. Il demande en contrepartie la moitié des bénéfices. Il espère donc au minimum 100 000 $ de bénéfices annuels. Pour rassurer les Disney, il clôt son assurance-vie et prend un emprunt sur sa maison, emporte l'argent en liquide et monte dans un train en partance pour Chicago (sans payer de billet). Après quatre jours de voyage, il arrive à Hollywood et se rend directement dans le bureau de Disney. Il dépose 50 000 $ d'avance sur le bureau du dessinateur. Son projet est de créer des licences sur des produits dérivés des œuvres de Disney contre des royalties de 5 %. Dès la fin de l'année, il peut transmettre à Disney 2,5 millions de $, empochant une somme équivalente.
En 1933, il signe un contrat l'associant à Disney pour l'exclusivité des licences de produits dérivés Disney. À partir de ce moment, il autorise la production d'innombrables produits à de nombreuses sociétés. En août 1934, la société Kay Kamen Incorporated octroie pour Walt Disney Entreprises des licences auprès de soixante-quatre entreprises américaines et quatorze canadiennes ainsi que des licences à l'étranger. La société qui, au moyen d'une équipe d'artistes, aide les entreprises à déposer les images des personnages du monde Disney sur divers objets, possède un siège à New York et des bureaux à Chicago, Toronto, Londres, Paris, Lisbonne, Madrid, Milan et Sydney. La liste de ces entreprises pour certains est comparable à celle d'un annuaire professionnel. L'agence canadienne de Toronto ouvre le 1er juillet 1934. En avril 1935, Kamen visite une usine à Omaha et évoque un volume de vente de produits Mickey Mouse de l'ordre de 25 millions de $ pour 1934 ainsi qu'un projet de film animé à long métrage avec plus de 150 000 dessins ; il s'agit de Blanche-Neige et les Sept Nains.
En 1947, la société Disney enregistre dans ses comptes un revenu pour les produits dérivés de 1 048 522 $.
En octobre 1948, à l'occasion d'une cérémonie pour la cinq millionième montre à l'effigie de Mickey, Kamen renouvelle pour sept ans son contrat avec Disney.
Kay Kamen a peur de l'avion, comme il le déclare dans une lettre postée le 26 octobre 1949 de Paris, et c'est tragiquement qu'il meurt dans la nuit du lendemain, avec sa femme Katie, à la suite de l'écrasement du vol Paris - New York d'Air France sur l'île de São Miguel, aux Açores,.
En raison de la mort de Kamen, la société Disney fait annuler le contrat renouvelé en 1948 et crée en interne une division des produits de consommation, la future Disney Consumer Products, sous la responsabilité de Oliver B. Johnston assisté de Jimmy Johnson.

## Héritage
Kay Kamen inventa les licences sur plusieurs produits célèbres dont :
- le Mickey Mouse Magazine en 1933 ;
- les montres à l'effigie de Mickey d'Ingersoll-Waterbury en 1932 qui aidèrent la société à sortir de la banqueroute[11] ;
- les trains miniatures Lionel en 1934 qui eux aussi furent sauvés de la faillite[12]